# Metropolitano de Daejeon
O Metrô de Daejeon é um sistema de metropolitano que serve a cidade sul-coreana de Daejeon.

## História
Planejado para ser inaugurado antes da Copa do Mundo FIFA de 2002, o metrô de Daejeon teve seu trecho inicial (Panam - Government Complex) de 12.4 km inaugurado apenas em 16 de março de 2006. A linha 1 (das 5 planejadas) seria concluída em 17 de abril de 2008 com a inaguração do trecho Government Complex - Banseok de 10.2 km de extensão. A linha 2, que teria suas obras iniciadas em 2008 foi cancelada por que o governo sul coreano desviou seus recurosos para outros projetos.
Recentemente foram apresentados planos para construir a linha 2 utilizado um sistema de trens de levitação magnética semelhante ao alemão M-Bahn ou o japonês HSST. Os projetos mais recentes da linha 2 ainda são mantidos sob sigilo pelas autoridades sul coreanas.

## Tabela
| Nº  | Estação                                           | Inauguração         | Integração                |
| --- | ------------------------------------------------- | ------------------- | ------------------------- |
| 101 | Panam (Daejeon Univ.)                             | 16 de março de 2006 |                           |
| 102 | Sinheung                                          | 16 de março de 2006 |                           |
| 103 | Daedong (Woosong Univ.)                           | 16 de março de 2006 |                           |
| 104 | Daejeon Station                                   | 16 de março de 2006 | Gyeongbu Line             |
| 105 | Jungang-no                                        | 16 de março de 2006 |                           |
| 106 | Jung-gu District office Station                   | 16 de março de 2006 |                           |
| 107 | Seodaejeon Negeori                                | 16 de março de 2006 |                           |
| 108 | Oryong                                            | 16 de março de 2006 |                           |
| 109 | Yongmun                                           | 16 de março de 2006 |                           |
| 110 | Tanbang                                           | 16 de março de 2006 |                           |
| 111 | City Hall                                         | 16 de março de 2006 |                           |
| 112 | Government Complex                                | 16 de março de 2006 |                           |
| 113 | Galma                                             | 17 de abril de 2008 |                           |
| 114 | Wolpyeong (KAIST)                                 | 17 de abril de 2008 |                           |
| 115 | Gapcheon                                          | 17 de abril de 2008 |                           |
| 116 | Yuseong Spa. (Chungnam Nat'l Univ & Mokwon Univ.) | 17 de abril de 2008 |                           |
| 117 | Guam                                              | 17 de abril de 2008 |                           |
| 118 | Nationl Cemetery (Hanbat Nat'l Univ)              | 17 de abril de 2008 |                           |
| 119 | Worldcup Studium (Noeun Wholesale Market)         | 17 de abril de 2008 | Daejeon World Cup Stadium |
| 120 | Noeun                                             | 17 de abril de 2008 |                           |
| 121 | Jijok (Korea Baptist Theological Univ & Seminary) | 17 de abril de 2008 |                           |
| 122 | Banseok (Chilsungdae)                             | 17 de abril de 2008 |                           |